# Орландо Ортега
Орландо Ортега Алехо (ісп. Orlando Ortega Alejo) (нар. 29 липня 1991) — іспанський легкоатлет кубинського походження, який спеціалізується в бар'єрному бігу, призер чемпіонатів світу та Європи, срібний призер Олімпійських ігор-2016, учасник Олімпійських ігор-2012 (6 місце).
На світовій першості-2019 у Досі у фіналі був п'ятим, після того як Омар Маклеод, який біг по доріжці зліва, штовхнув Ортегу (у момент поштовху він був другим по дистанції), що завадило фінішному прискоренню іспанця. Після фіналу іспанська сторона подала апеляцію, внаслідок якої Маклеод був дискваліфікований, а Ортезі була присуджена «бронза».

## Виступи на Олімпіадах
| Олімпіада   | Дисципліна             | Місце |
| ----------- | ---------------------- | ----- |
| 2012 Лондон | 110 метрів з бар'єрами | 6     |
| 2016 Ріо    | 110 метрів з бар'єрами | 2     |